# Pužni prijenos
Pužni prijenos je vijčanik s osima koje se mimoilaze najčešće pod kutem od 90º. Pogonski dio prijenosnika je puž ili pužni vijak, koji može biti jednovojni ili viševojni, valjkasta ili globoidna oblika, a gonjeni dio je pužno kolo. Oni imaju sposobnost ostvarivanja veoma velikog prijenosnog omjera u jednom stupnju (i do 100), ali im s porastom prijenosnog odnosa pada stupanj iskorištenja (kod i = 100 oko 45%). Za razliku od većine zupčastih prijenosa, pužni prijenosi veoma tiho rade, a imaju i sposobnost (donekle) prigušenja vibracija. Za veće prijenosne odnose neke izvedbe dosta su jeftinije od kombiniranih prijenosnika s čelnicima i stožnicima (do razmaka osi 100 mm). Rade se izvedbe snage do 1000 kW s izlaznim momentom do 2500 Nm, te do 30 000 okretaj/min i obodne brzine 70 m/s.

## Vrste pužnog prijenosnika
Zubi puža namataju se kao zavojnice oko kinematskog tijela. Bokovi puža dodiruju zube pužnog kola u liniji, za razliku od vijčanika s kosim zubima. Radi toga je rad pužnih prijenosnika mirniji od rada vijčanika, a manje se i troše. Pužni prijenosi izvode se najčešće za velike prijenosne omjere. 
Broj zuba puža je broj izrađenih zuba u ravnini okomitoj na os vrtnje. Puž može biti desnohodni i lijevohodni. Desnohodni je onaj kod kojeg zavojnica u vertikalnom položaju ima uspon slijeva na desno. Lijevohodni puž izvodi se samo iznimno. 
Standardni profil pužnih prijenosnika javlja se u aksijalnom presjeku puža. Zubi puža izrađuju se najčešće alatima s ravnim bokovima. To se može izvoditi na razne načine, pa na valjkastim puževima razlikujemo sljedeće oblike bokova:
- Oblik boka A (ZA – puž). Kod ovih puževa izvodnica (generatrisa) siječe os vrtnje. U čeonom presjeku nastaje arhimedova spirala (spiralni puž). Nož trapeznog presjeka nastavlja se tako da njegove oštrice leže u ravnini koja prolazi kroz os vrtnje.

- Oblik boka N (ZN – puž). Izvodnica (generatrisa) nalazi se u ravnini koja je nagnuta prema osi vrtnje za veličinu srednjeg kuta uspona γ. Taj oblik nastaje obradom pomoću noža trapeznog oblika, postavljenog u visinu osi vrtnje, tako da je prolazeći sredinom uzubine nagnut za kut uspona γ.

- Oblik boka K (ZK – puž). Izvodnica (generatrisa) ovog puža nije pravac, več prostorna krivulja. Izrađuje se pomoću alata koji rotira (glodalo), a čije oštrice su trapeznog oblika. Oštrice alata nagnute su za veličinu srednjeg kuta uspona γ, tako da se središte uzubine puža poklapa s linijama razmaka osi puža i osi alata (glodala ili brusne ploče). Čim je manji promjer alata, tim je manja izbočenost bokova puža.
- Oblik boka E (ZE – puž). Kod ovog puža izvodnica (generatrisa) tangira temeljni valjak, čija se os poklapa s osi puža. U čeonom presjeku nastaje evolventa (evolventni puž). Izrađuje se pomoću noža trapeznog oblika postavljena tako, da je ravnina rezanja paralelna s ravninom koja prolazi kroz os vrtnje (iznad ili ispod osi vrtnje). Oblik boka odgovara čelniku s evolventnim ozubljenjem. Evolventni puževi mogu se prema tome proizvoditi i odvalnim postupkom.

## Nedostatak pužnih prijenosnika
Jedan od nedostataka pužnih prijenosnika je njihova loša iskoristljivost. Ona se iskazuje velikim gubicima trenjem, koje se pretvara u toplinu i velikim trošenjem bokova. Prijenosnici s niskom brzinom vrtnje rade nepovoljnije nego brzohodni, jer oni prvi rade u području mješovitog trenja bokova. 
Kada zub ulazi u zahvat ili izlazi iz zahvata javlja se tzv. udar zahvata. Kada dodirna točka prolazi kinematskim polom mijenja se smjer sile trenja i izaziva time određeni impuls sile. Ovi pogonski uvjeti izazivaju također vibracije.